# Temple mormon de Saint George
Le temple mormon de Saint George est un temple de l’Église de Jésus-Christ des saints des derniers jours situé à Saint George, dans l’État de l’Utah, aux États-Unis. Il a été inauguré le 6 avril 1877.

## Histoire
Le temple de Saint George est le premier temple édifié par l’Église de Jésus-Christ des saints des derniers jours dans l’Utah (à l’époque le territoire de l'Utah).